# قصر فالسين

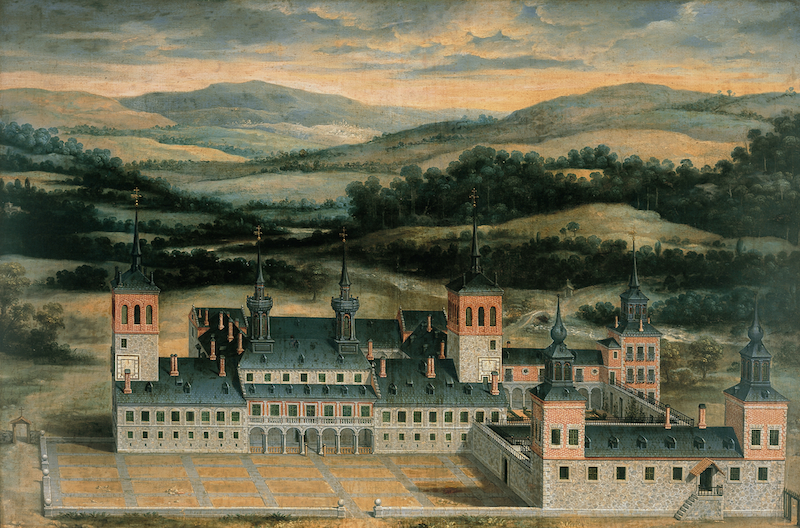
قصر فالسين من رسم فيليكس كاستيلو عام 1710

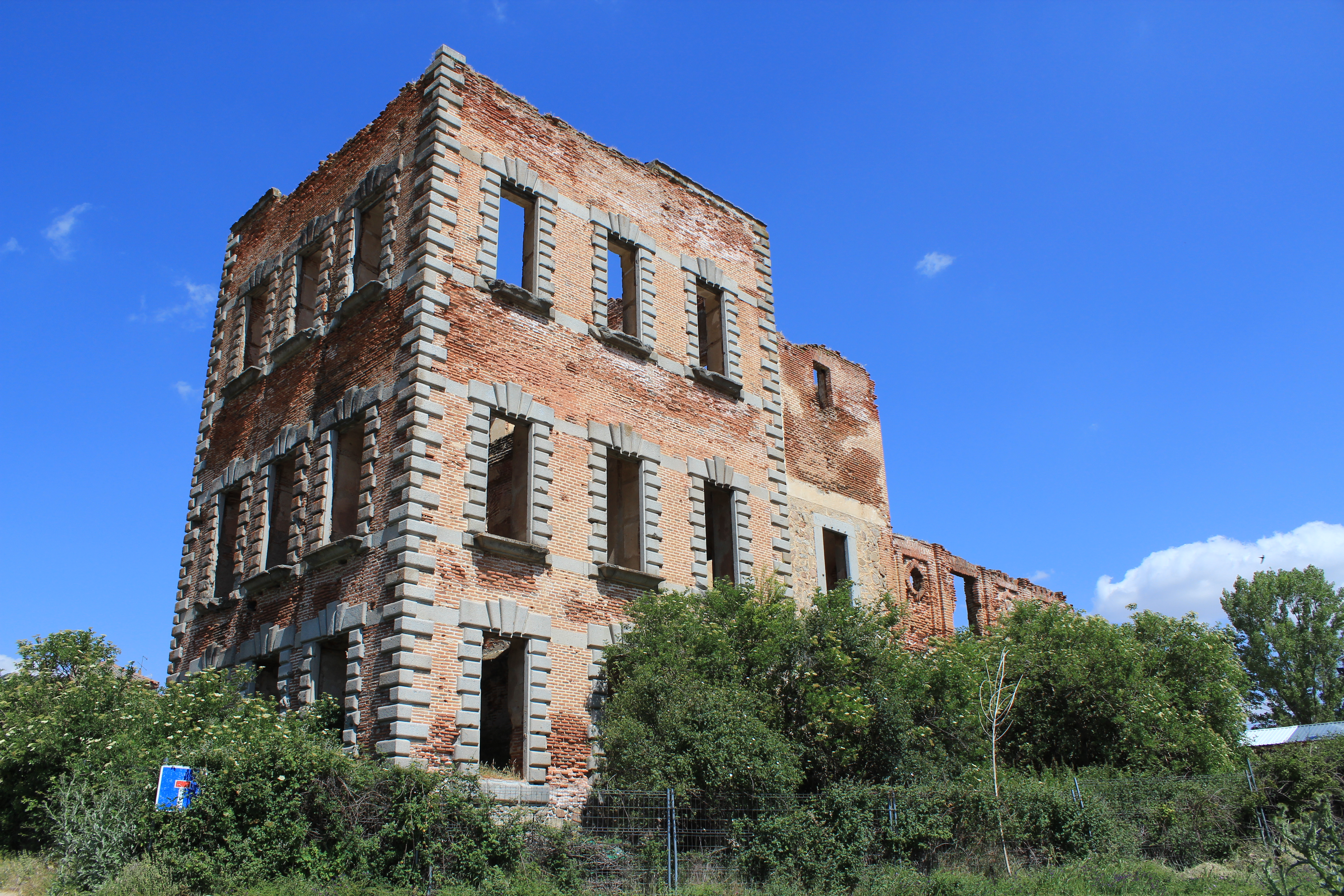
قصر فالسين في عام 2014

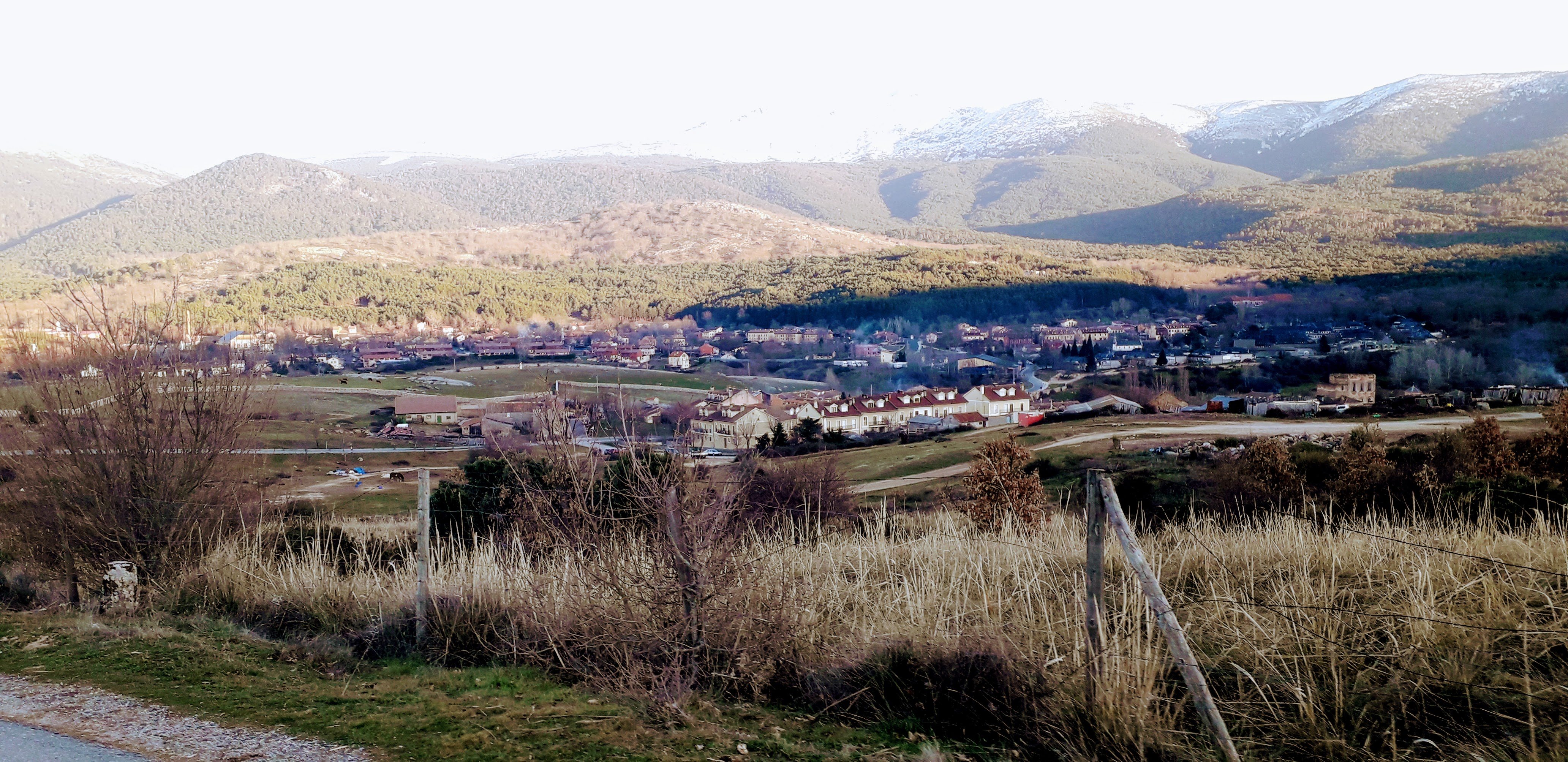
قرية فالسين مع أنقاض القصر السابق

القصر الملكي في فالسين بالأسبانية (Palacio Real de Valsain)هو السكن الملكي الأسباني السابق الذي يعد حطاما في وقتنا الحالي. يقع القصر في فالسين في مقاطعة سيغوفيا في منطقة قشتالة وليون المستقلتين في وسط أسبانيا، ويبعد القصر بما يقارب 14 كيلومترًا (8.7 ميل) عن سيغوفيا و75 كيلومترًا (47 ميلًا) شمال المدريد.
كان لدى ملوك تراستامارا مسبقا كوخ للصيد في فالسين ولكن القصر الملكي بني بين عامي 1552 و1556 من أجل الملك فيليب الثاني الذي بناه له المهندس جاسبار دي فيغا بعد عودة الملك من رحلته إلى فرنسا وإنجلترا وهولندا. تأثرت بنية القصر بشدة بالهندسة الهولندية/الفلمنكية ومثال على ذلك قصر بنش الذي لم تكن معالمه معروفة في أسبانيا في ذلك الحين، ثم أصبحت كلا من أسطح الألواح شديدة الحدة والأبراج المخروطية والنوافذ ذات السقف المائل من الخصائص الهندسية المعمارية المميزة لهابسبورغ في أسبانيا.
كان قصر فالسين مسقط رأس الأميرة إيزابيلا كلارا يوجينا ابنة ملك إسبانيا فيليب الثاني وزوجته الثالثة إليزابيث من منطقة فالوا التي أصبحت فيما بعد مع زوجها ألبرت السابع، أرشيدوق النمسا الذي أصبح ملكًا للهولندية الإسبانية في البلدان المنخفضة وفي شمال فرنسا الحديثة.
في 22 أكتوبر 1682، أُحرق القصر بقذيفة بسبب الوضع السياسي في إسبانيا والأزمة المتعلقة بالخلافة ولم يستطع الملك تشارلز الثاني استعادة القصر. وكان خليفة الملك فيليب الخامس قد بنى قصرا جديدا "لا جرانجا" وهو (القصر الملكي في لا جرانخا دي سان إيلديفونسو). الذي بقي حطامه فقط في الوقت الحالي.

## روابط خارجية
- http://www.devalsain.com/html/sitioflamenco.html
- http://www.arquitecturapopular.es/arquitectura-historica/civil/palacio-real-de-valsain-segovia.htm